# Шафак (Таджикистан)
Шафак (тадж. Шафақ) — село в районе Рудаки Республики Таджикистан. Входит в состав джамоата (сельской общины) Зайнабобод района Рудаки.
Находится на расстоянии 13 км от райцентра (пгт. Сомониён) и 3 км от центра общины (село Комсомол).
Население — 1721 чел. (2017).